# Václav Kohout (ředitel záložny)
Václav Kohout (1. června 1846 Praha-Hradčany – 25. října 1915 Nusle) byl český manažer, podvodník a defraudant. V letech 1873–1902 pracoval ve Svatováclavské záložně, zprvu jako účetní, později ředitel. Nekontroloval své podřízené (zejména vrchního účetního Josefa Orta, který dlouhodobě zpronevěřoval vysoké obnosy), vědomě zakrýval ztráty účetními triky a neoprávněně si přivlastňoval část darů určených katolickým spolkům, čímž roku 1902 způsobil úpadek záložny. V prosinci 1903 byl odsouzen k sedmi letům vězení a v červenci 1909 po vykonání trestu propuštěn na svobodu.

## Život

### Mládí, první zaměstnání a soukromý život
Narodil se 1. června 1846 v Praze na Hradčanech v čp. 67 (Martinický palác) jako syn zednického pomocníka. Navštěvoval obecnou školu a dvouletou hlavní školu u Panny Marie Vítězné. Studoval na malostranském gymnáziu a v arcibiskupském konviktu, kde 4. července 1864 složil maturitu s dobrým prospěchem. Poté vstoupil do semináře, ale po několika měsících odešel a roku 1865 se stal bezplatným praktikantem pražského magistrátu. V roce 1866 složil státní zkoušku z účetnictví, což mu otevřelo možnost placeného zaměstnání. V květnu 1867 byl na měsíc odveden k vojsku, po návratu se vrátil na pražský magistrát jako diurnista. V říjnu 1872 získal místo jako městský účetní v Kolíně. 1. září 1873 se stal druhým účetním Svatováclavské záložny. V srpnu následujícího roku povýšil na prvního účetního a získal definitivu. K 25. výročí záložny (tj. r. 1897) byl jmenován ředitelem. Hlavní knihu vedl do roku 1875, pak její vedení předal Josefu Ortovi.
1. června 1870 se oženil s Marií Hellerovou. Měli spolu tři děti. Žili skromně, ale předali velké věno dceři a synovci (údajně z prostředků manželky). Kohout rovněž finančně podporoval svého otce (zemřel počátkem 90. let) a nevlastní matku. Jeho manželka zemřela 26. prosince 1895 po dlouhé nemoci.

### Činnost ve Svatováclavské záložně
Kohout spravoval záložnu jako ředitel a první úředník. Jeho postavení ale nebylo příliš pevné – řadoví úředníci jej příliš nerespektovali, autoritou pro ně byl jen starosta (předseda) Jan Drozd. Blízké pracovní i osobní vztahy měl především s hlavním účetním (a jak se později ukázalo, také původcem největších defraudací) Josefem Ortem. V letech 1875–1876, kdy byla záložna ve finanční tísni, společně s vypětím sil, často i v noci, sháněli pro tento ústav peníze. Pod tlakem okolností byli nuceni uzavřít i některé nevýhodné obchody, například velkou půjčku staročeskému politiku J. S. Skrejšovskému.
Přátelský poměr mezi těmito dvěma funkcionáři trval i nadále. Kohout zpravidla přicházel do práce v 6 hodin ráno, rozdělil poštu a odešel do zastavárny (jedno z oddělení záložny) za Ortem, kde hojně jedli a pili (údajně byl občas i v poledne opilý) a někdy si i nechali přivádět dámskou společnost z ulice.
Společně s Josefem Ortem rovněž připravovali účetní závěrky tak, že Kohout diktoval a Ort zapisoval. Od Orta věděl už od roku 1877, že bilance nejsou správné, ale oficiálně to neoznámil, aby nepřišel o místo. Dbal na to, aby účetnictví neviděl nikdo kromě jich dvou; když jednou v Ortově nepřítomnosti nabídl pomoc další úředník, Bohumil Frühauf, odmítl jej Kohout s tvrzením, že nechce, aby byly záznamy psány „dvojí rukou“.
V záložně byl určitou dobu zaměstnán Roman Čáslavský, několika svědky později vzpomínaný jako člověk lehkomyslný a marnotratný. Jednou v záložně pomocí fingovaného výdaje vybral 150 zlatých, za které uspořádal pro Kohouta a jednoho dalšího známého výlet do Plzně, spojený s bohatým jídlem a pitím. V roce 1882 byl propuštěn poté, co z nedbalosti nebo nepoctivosti způsobil ztrátu. Dostal ale dobrý posudek a našel si nové zaměstnání v Malostranské záložně. Tam se brzy dopustil defraudace a hrozilo mu trestní stíhání. Před soudem ho zachránilo jen to, že za něj dluh zaplatil Ort s Kohoutem. Ti ho také v následujících letech až do smrti (6. března 1900) finančně podporovali – s velkou pravděpodobností proto, aby mlčel o jejich vlastních nepravostech.
Roku 1888 vyhrál Josef Ort velkou částku v loterii. Kohout ho prosil, aby ji uložil ve Svatováclavské záložně, Ort to ale navzdory slibu neudělal.
Vedle prezentace nesprávných bilancí se Kohout dopouštěl i dalších nepravostí. Odpustil část dluhu svému nadřízenému Janu Drozdovi i sobě, aniž by to odsouhlasil výbor záložny. Když výbor schválil příspěvky třetím osobám (zpravidla katolickým a dobročinným spolkům), uveřejnil to Kohout v tisku, ale pokud se příslušný příjemce nepřihlásil, aktivně ho nekontaktoval. Nevybrané dary pak shromažďoval v krabici ve své kanceláři a část jich využil pro svou potřebu. Rovněž si se souhlasem Jana Drozda, ale bez rozhodnutí výboru, přivlastnil část dotací pro katolické tiskoviny Pražský týdeník a Večerní noviny; odjel za ně na dovolenou do Itálie, Mnichova a Drážďan, ačkoli pro tyto noviny nevykonával žádnou činnost.
Podvodné hospodaření a skryté ztráty vyšly najevo poté, co 22. března 1902 nečekaně zemřel Josef Ort. Následující pondělí, 24. března, převzal Ortovu pokladní knihu jeho nástupce Bohumil Frühauf a téměř okamžitě zjistil schodek. Informoval o něm odhadce zástav Huebra, který předal zprávu Kohoutovi. 12. dubna našel Frühauf další manko; Kohout mu odpověděl, že celková ztráta je 17.000 korun a že ji celou uhradí herečka Leopoldina Ortová, vdova po Ortovi. To však byl teprve začátek. Když krátce na to odhalil Frühauf další chybějící 3000 korun, Kohout mu důrazně odpověděl, aby už nic nehledal. O ztrátách se ale mezitím dověděli i členové výboru a navzdory obstrukcím předsedy Drozda trvali na provedení důkladné revize. Když měl 6. června 1902 přijít na kontrolu páter Josef Kyselka, nařídil ředitel Kohout Frühaufovi, aby před částku 74.000 korun připsal dvojku (výdaj tak byl zvýšen na 274.000), čímž se ztráta zakryla. Frühauf ale o tomto podvodu Kyselku důvěrně informoval. Další revize pak zjistily celkový schodek přesahující 7 milionů korun. Koncem září 1902 byl Kohout odvolán z funkce ředitele a počátkem října spolu s několika dalšími funkcionáři zatčen.

### Před soudem

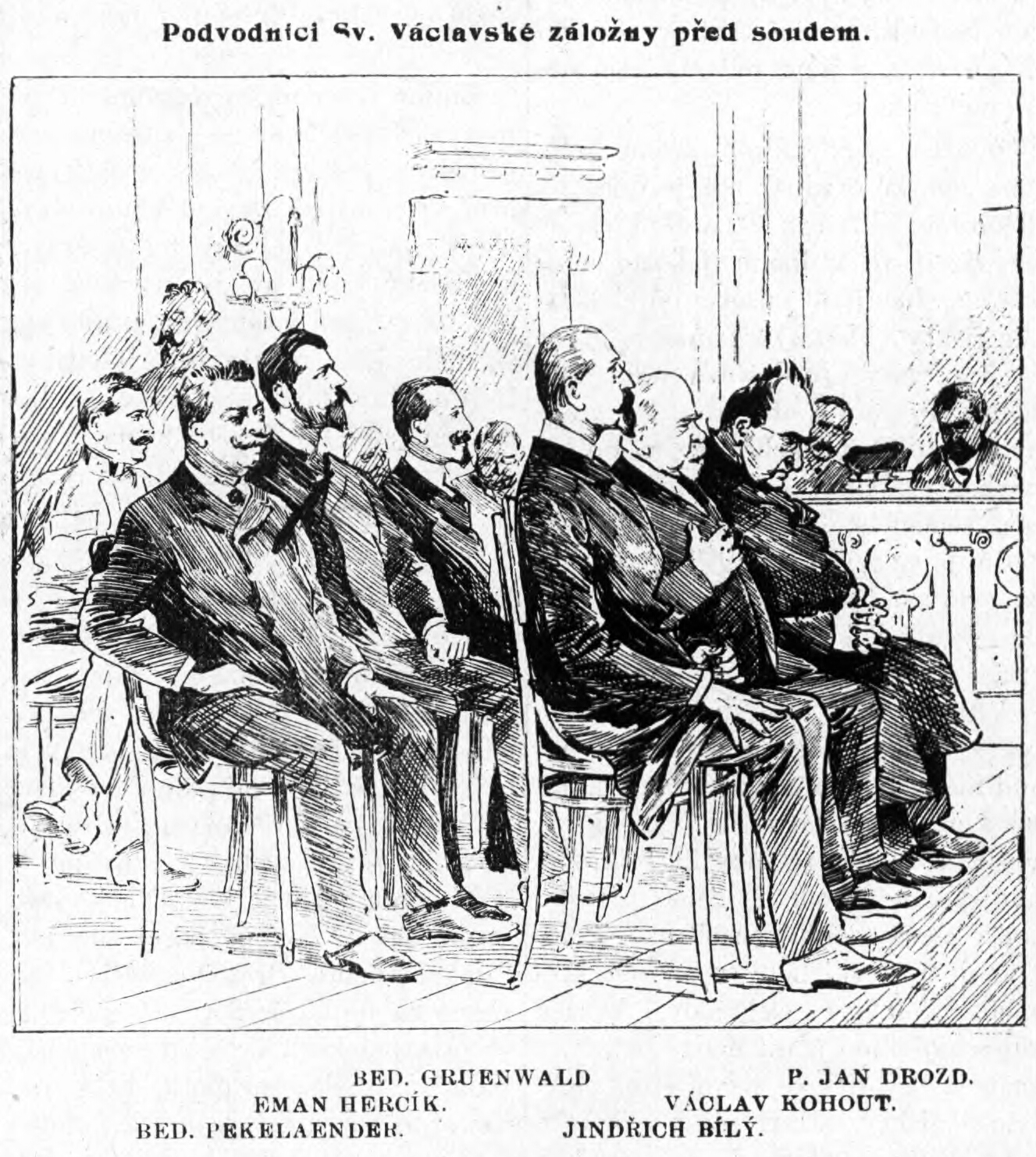
Obžalovaní funkcionáři Svatováclavské záložny před soudem. Václav Kohout je v první řadě uprostřed.

V listopadu 1903 byl Kohout společně s pěti dalšími funkcionáři postaven před soud a obžalován ze zločinů podvodu, zpronevěry a účasti na zpronevěře. Byl viněn z následujících činů:
- Nevedl řádně hlavní knihu, trpěl v ní falza a výmazy údajů
- Nesestavoval soupisy k bilanci
- Toleroval v bilanci neexistující položky
- Nekontroloval finanční prostředky poskytované zastavárně
- V letech 1881–1902 pomáhal zakrývat schodky

Při výslechu prohlásil, že se necítí vinen. Hájil se především tím, že o ztrátách nevěděl, řadu skutečností si nepamatoval a podvody prováděli jiní. Obchody se Skrejšovským za použití falešných vkladních knížek probíhaly již dávno, téměř před třiceti lety, a schválil je tehdejší předseda Mikuláš Karlach. O schodcích v zastavárně (řízené Josefem Ortem) nevěděl. S Romanem Čáslavským neudržoval přátelské vztahy: výlet do Plzně ho přesvědčil, že jde o darebáka; účetním se stal proti jeho vůli, po jeho propuštění s ním neudržoval kontakty a neví o žádných částkách, které se mu následně posílaly. Nevěděl, že je záložna ve ztrátě – bilance sestavoval vždy Ort a přinášel mu je hotové. Přiznal však, že mu Ort určité věci důvěrně naznačil (např. ať se nikdo nezmiňuje o povinné revizi, jinak by se „celý výbor rozutekl“). Připustil také, že věděl o některých nadhodnocených aktivech ve starších bilancích, ale toleroval je, protože věřil, že se ztráty uhradí v budoucnu. Přijímal bohatá pohoštění od Orta, protože ho znal jako bohatého člověka, a s opilostí v pracovní době to „nebylo tak zlé“. Účetní knihy nekontroloval, protože, ačkoli byl ředitelem, to nepokládal za svou povinnost („v instrukcích to nemáme“). O částky poskytnuté zastavárně se nestaral, protože je považoval za správné. Na odpisy Drozdových a vlastních pohledávek si nepamatoval. Nevyzvednuté dary spolkům nerozesílal, aby podal důkaz, že se udílejí zbytečně; nic si z nich ale osobně neponechal. Na tom, že financoval několik svých dovolených z dotací novinám, neviděl nic špatného, protože to byl obyčejný „dar starosty sluhovi“. Chybějící částku za pouť do Říma (další z obnosů, který řádně nevyúčtoval) si podle něj vyzvedl Jan Drozd bez potvrzení. Velmi ho překvapila existence i rozsah defraudací, zjištěných po smrti Josefa Orta. Do té doby totiž věřil, že Ort je tak bohatý, že nemá důvod být nepoctivý. Slavnou „dvojku“ (výdaj nadhodnocený o 200.000 korun při revizi v červnu 1902) nařídil připsat kvůli ohledům na paní Ortovou, která dosud všechny zjištěné ztráty splácela.
Obhájce v závěrečné řeči popíral Kohoutovu vinu. K nevýhodným obchodům se Skrejšovským došlo už dávno, nelze přesně říci jak a hlavní aktéři jsou mrtví. Pokud jde o falšování bilancí, jedná se nejvýše o přečin zaviněného úpadku, nikoliv o zločin. Hlavním podvodníkem byl Ort. Mezi Kohoutem a Ortem nebyla dohoda. Kohout jen zakrýval chyby, jichž se dopouštěli další funkcionáři. Ani Kohout, ani Drozd nebyli schopni odhalit Ortovy falešné zápisy a neznali rozsah schodku. Obžaloba za podvod a zpronevěru je jen ústupkem veřejnému mínění a tudíž nespravedlivá.
Žalobce položil porotě deset otázek, týkající se Václava Kohouta:
- Spáchal společně s J. Ortem a R. Čáslavským podvod, když v letech 1876–77 vystavil fingované vkladní knížky (ve prospěch Skrejšovského)?
- Spáchal společně s J. Ortem podvod falšováním zápisů a vyhotovením nesprávné bilance v letech 1881 a 1882?
- Spáchal společně s J. Ortem podvod falšováním zápisů a bilance v letech 1898–1900 tak, aby zakrývaly ztrátu a vytvářely fiktivní zisk?
- Spáchal společně s J. Ortem podvod falšováním zápisů a bilancí záložny?
- Spáchal podvod odepsáním 3180 zlatých z půjčky Janu Drozdovi r. 1884?
- Spáchal podvod odepsáním 300 zlatých z půjčky Janu Drozdovi r. 1889?
- Spáchal podvod odpisem 200 zlatých z vlastní půjčky r. 1889?
- Zpronevěřil 3000 korun určených na úhradu pouti do Říma r. 1893?
- Zpronevěřil nejméně 600 korun z milodarů schválených výborem záložny v letech 1897–1902?
- Zpronevěřil společně s J. Drozdem 3200 korun z fondu pro vydržování katolických časopisů v letech 1890–97?

Porota ho uznala vinným v devíti bodech a nevinným v jednom. Následně byl odsouzen k sedmi letům žaláře, zostřeným jednou čtvrtletně půstem.
Na rozsudek zareagoval pláčem. O dva dny později nastoupil do výkonu trestu. Z výsledku soudního jednání byl zdrcen a prosil prostřednictvím obhájce své děti, aby mu odpustili velkou ostudu, kterou jim způsobil.
Trest si zkracoval dobrovolným pobytem v samovazbě, takže mohl být propuštěn z věznice Pankrác již 30. července 1909. Poté se odebral k příbuzným.
Zemřel 25. října 1915 v Nuslích čp. 21 (dnes Jaromírova 21/33, Praha 2) a pohřben byl na Olšanských hřbitovech.